# Муканшинський сільський округ
Муканши́нський сільський округ (каз. Мұқаншы ауылдық округі, рос. Муканшинский сельский округ) — адміністративна одиниця у складі Коксуського району Жетисуської області Казахстану. Адміністративний центр — станційне селище Коксу.
Населення — 3774 особи (2021; 3936 у 2009, 4345 у 1999, 6222 у 1989).
Станом на 1989 рік існували Енгельська сільська рада (село Енгельса, селище Узун-Булак) та Муканчинська сільська рада (села 30 літ казахської РСР, 50 літ Казахської РСР, Муканчі, Ундурус, селище Коксу).

## Склад
До складу округу входять такі населені пункти:
| Населений пункт         | Старі назви                                                          | Населення, осіб (1989) | Населення, осіб (1999) | Населення, осіб (2009) | Населення, осіб (2021) |
| ----------------------- | -------------------------------------------------------------------- | ---------------------- | ---------------------- | ---------------------- | ---------------------- |
| 50 літ Казахстана, село | Отділення совхоза імені 50 літ Казахської РСР, 50 літ Казахської РСР | 1652                   | 883                    | 650                    | 341                    |
| Жетижал, село           | Енгельса                                                             | 1430                   | 1039                   | 873                    | 885                    |
| Коксу, станційне селище | -                                                                    | 1994                   | 2121                   | 2007                   | 2060                   |
| Муканші, село           | Ондіріс, Муканчі                                                     | 623                    | 138                    | 267                    | 357                    |
| Надірізбек, село        | 3-я П'ятилітка, 30 літ Казахської РСР                                | 424                    | 164                    | 139                    | 131                    |
| Узун-Булак, селище      | -                                                                    | 18                     | -                      | -                      | -                      |
| Ундурус, село           | -                                                                    | 81                     | -                      | -                      | -                      |